# (7199) Brianza
(7199) Brianza  es un asteroide perteneciente al cinturón de asteroides, descubierto el 28 de marzo de 1994 por Marco Cavagna y Valter Giuliani desde el Observatorio Astronómico Sormano, en Italia.

## Designación y nombre
Brianza se designó inicialmente como 1994 FR.
Más adelante fue nombrado en honor a la provincia italiana de Brianza.

## Características orbitales
Brianza orbita a una distancia media del Sol de 2,8842 ua, pudiendo acercarse hasta 2,6496 ua y alejarse hasta 3,1189 ua. Tiene una excentricidad de 0,0813 y una inclinación orbital de 1,2160° grados. Emplea en completar una órbita alrededor del Sol 1789 días.

## Características físicas
Su magnitud absoluta es 13,5. Tiene 5,608 km de diámetro. Su albedo se estima en 0,245.